# 正観寺 (横浜市)
正観寺（しょうかんじ）は、横浜市保土ケ谷区東川島町にある曹洞宗の寺院。山号は補陀山。

## 歴史

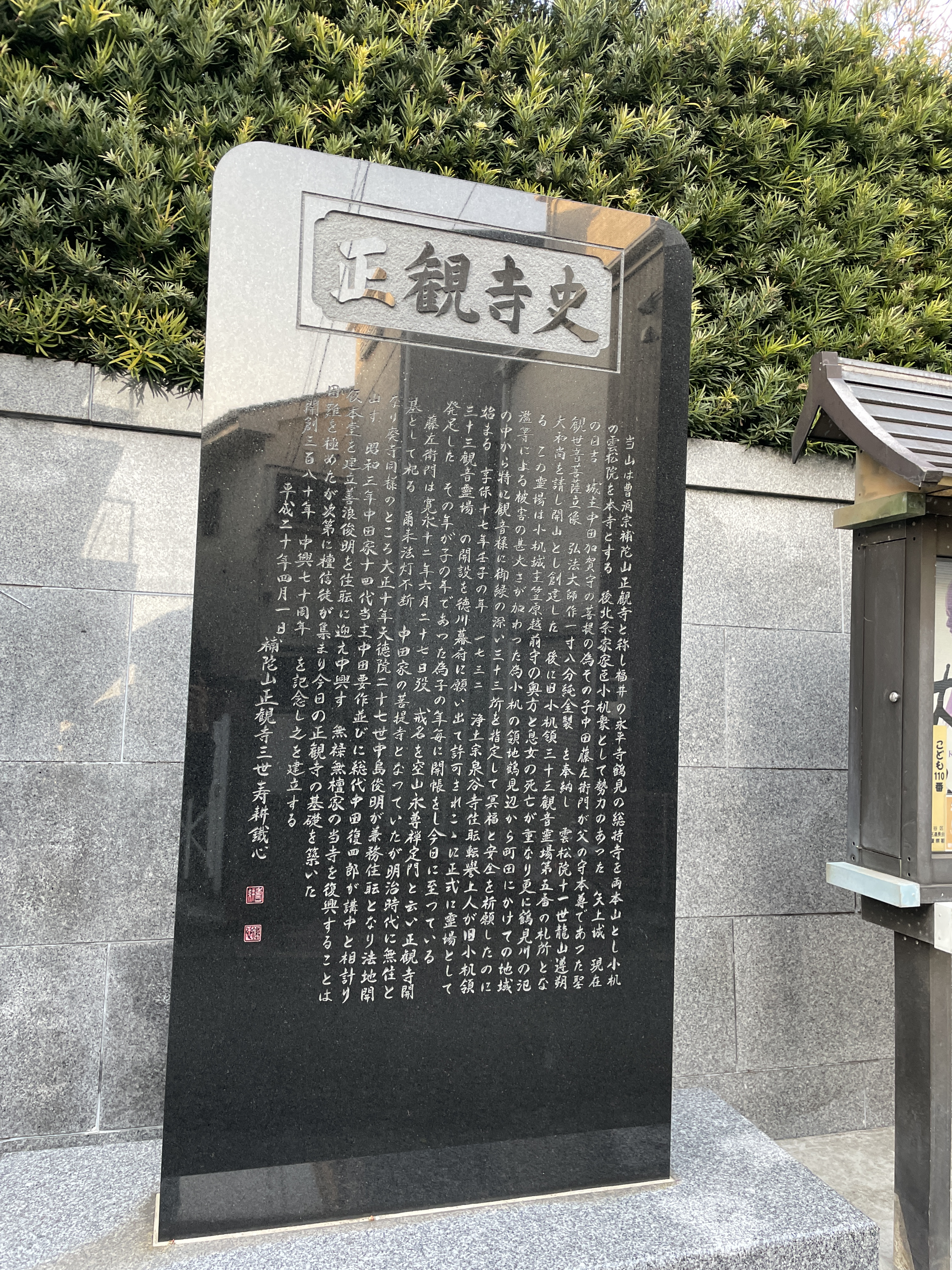
正観寺史石碑

寺院としては1625年（寛永2年）、矢上城城主中田加賀守の菩提の為その子である中田藤左衛門によって建立された。
1732年（享保17年）に浄土宗泉谷寺住職転譽上人が徳川幕府に対して旧小机領三十三観音霊場としての開設を願い出、許可されたため霊場として発足する。以来中田家の菩提寺であったが、明治時代に無柱となる。
1921年（大正10年）、天徳院二十七世中島俊明が兼務住職となり法地開山される。
2008年（平成20年）に開創より380年、中興より70年を迎える。

## 交通
- 相模鉄道「西谷駅」より徒歩約13分
- 相模鉄道「上星川駅」より徒歩約15分